# Mitsuhiro Misaki
Mitsuhiro Misaki (Prefettura di Shizuoka, 6 maggio 1970) è un ex calciatore giapponese, di ruolo centrocampista.

## Carriera
Giocò 28 incontri nel campionato giapponese di prima divisione con la squadra di Osaka.